# Chissey-sur-Loue
Chissey-sur-Loue és un municipi francès situat al departament del Jura i a la regió de Borgonya - Franc Comtat. L'any 2007 tenia 355 habitants.

## Demografia

### Població
El 2007 la població de fet de Chissey-sur-Loue era de 355 persones. Hi havia 144 famílies de les quals 44 eren unipersonals (12 homes vivint sols i 32 dones vivint soles), 44 parelles sense fills, 40 parelles amb fills i 16 famílies monoparentals amb fills.
La població ha evolucionat segons el següent gràfic:
Habitants censats

### Habitatges
El 2007 hi havia 194 habitatges, 150 eren l'habitatge principal de la família, 39 eren segones residències i 6 estaven desocupats. 177 eren cases i 15 eren apartaments. Dels 150 habitatges principals, 129 estaven ocupats pels seus propietaris, 19 estaven llogats i ocupats pels llogaters i 2 estaven cedits a títol gratuït; 7 tenien dues cambres, 13 en tenien tres, 39 en tenien quatre i 91 en tenien cinc o més. 134 habitatges disposaven pel capbaix d'una plaça de pàrquing. A 65 habitatges hi havia un automòbil i a 68 n'hi havia dos o més.

### Piràmide de població
La piràmide de població per edats i sexe el 2009 era:
| Homes | Edats   | Dones |
| ----- | ------- | ----- |
| 0     | 95 o +  | 0     |
| 0     | 90 a 94 | 0     |
| 0     | 85 a 89 | 4     |
| 0     | 80 a 84 | 0     |
| 8     | 75 a 79 | 20    |
| 12    | 70 a 74 | 8     |
| 16    | 65 a 69 | 28    |
| 8     | 60 a 64 | 12    |
| 4     | 55 a 59 | 4     |
| 8     | 50 a 54 | 8     |
| 20    | 45 a 49 | 12    |
| 8     | 40 a 44 | 12    |
| 8     | 35 a 39 | 12    |
| 16    | 30 a 34 | 8     |
| 4     | 25 a 29 | 8     |
| 4     | 20 a 24 | 8     |
| 8     | 15 a 19 | 8     |
| 8     | 10 a 14 | 12    |
| 12    | 5 a 9   | 12    |
| 4     | 0 a 4   | 8     |

## Economia
El 2007 la població en edat de treballar era de 208 persones, 148 eren actives i 60 eren inactives. De les 148 persones actives 136 estaven ocupades (79 homes i 57 dones) i 12 estaven aturades (6 homes i 6 dones). De les 60 persones inactives 16 estaven jubilades, 16 estaven estudiant i 28 estaven classificades com a «altres inactius».

### Ingressos
El 2009 a Chissey-sur-Loue hi havia 146 unitats fiscals que integraven 350 persones, la mediana anual d'ingressos fiscals per persona era de 16.933 €.

### Activitats econòmiques
Dels 15 establiments que hi havia el 2007, 1 era d'una empresa extractiva, 4 d'empreses de construcció, 4 d'empreses de comerç i reparació d'automòbils, 1 d'una empresa de transport, 1 d'una empresa financera, 2 d'empreses de serveis, 1 d'una entitat de l'administració pública i 1 d'una empresa classificada com a «altres activitats de serveis».
Dels 2 establiments de servei als particulars que hi havia el 2009, 1 era un guixaire pintor i 1 fusteria.
L'únic establiment comercial que hi havia el 2009 era una botiga de menys de 120 m².
L'any 2000 a Chissey-sur-Loue hi havia 18 explotacions agrícoles que ocupaven un total de 512 hectàrees.

## Equipaments sanitaris i escolars
El 2009 hi havia una escola elemental integrada dins d'un grup escolar amb les comunes properes formant una escola dispersa.

## Poblacions més properes
El següent diagrama mostra les poblacions més properes.